# Quinquagesimo ante anno
Quinquagesimo ante anno est une encyclique du pape Pie XI, publiée le 23 décembre 1929 pour marquer le 50e anniversaire du sacerdoce du pape. Le pape rappelle les principaux événements de l'année écoulée, notamment la signature des accords du Latran entre l'État italien, représenté par Mussolini, et le Saint-Siège.

## Source
- (it) Cet article est partiellement ou en totalité issu de l’article de Wikipédia en italien intitulé « Quinquagesimo Ante Anno » (voir la liste des auteurs).